# Mount Lagally
Mount Lagally är ett berg i Antarktis. Det ligger i Västantarktis. Argentina, Chile och Storbritannien gör anspråk på området. Toppen på Mount Lagally är 1 370 meter över havet, eller 114 meter över den omgivande terrängen. Bredden vid basen är 1,7 km.
Terrängen runt Mount Lagally är bergig åt nordost, men åt sydväst är den kuperad. Trakten är obefolkad. Det finns inga samhällen i närheten.